# Port lotniczy Tshabong
Port lotniczy Tshabong – krajowy port lotniczy położony w miejscowości Tshabong, w Botswanie.